# Vanuatu en la Copa de las Naciones de la OFC 2024
La selección de Vanuatu fue uno de los ocho equipos participantes de la Copa de las Naciones de la OFC 2024, torneo del cual fue organizador junto a Fiyi entre el 15 y el 30 de junio. Fue la décima participación en el certamen continental.
The Men in Black & Gold fueron emparejados en el Grupo A junto con las Nueva Caledonia, Nueva Zelanda e Islas Salomón, pero la selección neocaledonia se retiró.
Tras obtener el segundo lugar en el grupo, vencer 2-1 a Fiyi en la semifinal y caer por 3-0 ante Nueva Zelanda en la final, obtuvo el segundo puesto.

## Enfrentamientos previos
| Fecha               | Lugar |         |                    | Resultado |                    |         |
| ------------------- | ----- | ------- | ------------------ | --------- | ------------------ | ------- |
| 21 de marzo de 2024 | Yeda  | Guinea  | Bandera de Guinea  | 6:0 (4:0) | Bandera de Vanuatu | Vanuatu |
| 26 de marzo de 2024 | Yeda  | Vanuatu | Bandera de Vanuatu | 2:3 (1:0) | Bandera de Brunéi  | Brunéi  |

## Jugadores
Juliano Schmeling entregó la lista definitiva el 3 de junio.
Datos correspondientes al día de inicio del torneo
| #  | Nombre              | Posición         | Edad | PJ Sel | Club                   |
| -- | ------------------- | ---------------- | ---- | ------ | ---------------------- |
| 1  | James Iamar         | Arquero          | 27   | 1      | Tafea                  |
| 2  | Lency Philip        | Defensor         | 26   | 10     | Classic                |
| 3  | Timothy Boulet      | Defensor         | 25   | 11     | Auckland City          |
| 4  | Brian Kaltack       | Defensor         | 30   | 25     | Central Coast Mariners |
| 5  | Jared Clark         | Defensor         | 26   | 3      | FK Beograd             |
| 6  | Jason Thomas        | Defensor         | 27   | 22     | Erakor Golden Star     |
| 7  | Michel Coulon       | Defensor         | 28   | 16     | Yatel                  |
| 8  | Claude Aru          | Mediocampista    | 27   | 10     | North Efate United     |
| 9  | Alex Saniel         | Delantero        | 27   | 18     | Suva                   |
| 10 | Bong Kalo           | Delantero        | 27   | 21     | ABM Galaxy             |
| 11 | Tasso Jeffrey       | Defensor         | 25   | 7      | Western Strikers       |
| 12 | Dgen Leo            | Arquero          | 23   | 1      | Classic                |
| 13 | Jonathan Spokeyjack | Delantero        | 25   | 11     | Ifira Blackbird        |
| 14 | John Wohale         | Mediocampista    | 26   | 11     | Ifira Blackbird        |
| 15 | Godine Tenene       | Delantero        | 26   | 10     | Ifira Blackbird        |
| 16 | John Alick          | Mediocamposta    | 33   | 20     | Solomon Warriors       |
| 17 | Kerry Yawak         | Defensor         | 28   | 2      | Ifira Blackbird        |
| 18 | Kensi Tangis        | Delantero        | 34   | 31     | ABM Galaxy             |
| 19 | Jayson Timatua      | Mediocampista    | 25   | 3      | ABM Galaxy             |
| 20 | Alick Worworbu      | Mediocampista    | 26   | 0      | Yatel                  |
| 21 | Joe Moses           | Mediocampista    | 22   | 5      | ABM Galaxy             |
| 22 | Barry Mansale       | Mediocampista    | 28   | 11     | Yatel                  |
| 23 | Joshua Willie       | Arquero          | 27   | 1      | Ifira Blackbird        |
| DT | Juliano Schmeling   | Director técnico | 44   | -      | Bandera de Brasil      |

## Participación

### Primera fase
| Equipo          | Pts      | PJ       | PG       | PE       | PP       | GF       | GC       | Dif.     |
| --------------- | -------- | -------- | -------- | -------- | -------- | -------- | -------- | -------- |
| Nueva Zelanda   | 6        | 2        | 2        | 0        | 0        | 7        | 0        | 7        |
| Vanuatu (A)     | 3        | 2        | 1        | 0        | 1        | 1        | 4        | −3       |
| Islas Salomón   | 0        | 2        | 0        | 0        | 2        | 0        | 4        | −4       |
| Nueva Caledonia | Retirada | Retirada | Retirada | Retirada | Retirada | Retirada | Retirada | Retirada |

| 1          | Guardameta     | Philip Mango  |     |
| 4          | Defensa        | David Junior  |     |
| 3          | Defensa        | Leon Kofana   |     |
| 5          | Defensa        | Javin Wae     |     |
| 14         | Defensa        | Calvin Ohasio |     |
| 15         | Centrocampista | Joses Nawo    |     |
| 8          | Centrocampista | Tigi Molea    | 86' |
| 13         | Centrocampista | Atkin Kaua    |     |
| 17         | Centrocampista | Alvin Hou     | 45' |
| 10         | Delantero      | Raphael Lea'i |     |
| 23         | Delantero      | Marlon Tahioa | 86' |
| Entrenador | Entrenador     | Jacob Moli    |     |

| 12         | Guardameta     | Dgen Leo            |     |
| 3          | Defensa        | Timothy Bouley      |     |
| 4          | Defensa        | Brian Kaltack       |     |
| 6          | Defensa        | Jason Thomas        |     |
| 5          | Defensa        | Jared Clark         |     |
| 16         | Centrocampista | John Alick          | 76' |
| 11         | Centrocampista | Tasso Jeffrey       |     |
| 10         | Centrocampista | Bong Kalo           | 90' |
| 15         | Delantero      | Godine Tenene       |     |
| 9          | Delantero      | Alex Saniel         | 76' |
| 13         | Delantero      | Jonathan Spokeyjack | 67' |
| Entrenador | Entrenador     | Juliano Schmeling   |     |

| 16 | Delantero      | Bobby Leslie    | 45' |
| 6  | Centrocampista | Hudson Oreinima | 86' |
| 9  | Delantero      | John Orobulu    | 86' |

| 18 | Delantero      | Kensi Tangis   | 67' |
| 8  | Centrocampista | Claude Aru     | 76' |
| 14 | Centrocampista | John Wohale    | 76' |
| 20 | Centrocampista | Alick Worworbu | 90' |

| Anotado | 72' | Kensi Tangis | 0 - 1 |

| Amonestado | 45' | Marlon Tahioa |
| Amonestado | 81' | Atkin Kaua    |

| Amonestado | 33' | Jared Clark |

| Árbitro             | Veer Singh        |
| Árbitros asistentes | Avinesh Narayan   |
|                     | Malaetala Salanoa |
| Cuarto árbitro      | David Yareboinen  |

| 1          | Guardameta     | Philip Mango  |     |
| 4          | Defensa        | David Junior  |     |
| 3          | Defensa        | Leon Kofana   |     |
| 5          | Defensa        | Javin Wae     |     |
| 14         | Defensa        | Calvin Ohasio |     |
| 15         | Centrocampista | Joses Nawo    |     |
| 8          | Centrocampista | Tigi Molea    | 86' |
| 13         | Centrocampista | Atkin Kaua    |     |
| 17         | Centrocampista | Alvin Hou     | 45' |
| 10         | Delantero      | Raphael Lea'i |     |
| 23         | Delantero      | Marlon Tahioa | 86' |
| Entrenador | Entrenador     | Jacob Moli    |     |

| 12         | Guardameta     | Dgen Leo            |     |
| 3          | Defensa        | Timothy Bouley      |     |
| 4          | Defensa        | Brian Kaltack       |     |
| 6          | Defensa        | Jason Thomas        |     |
| 5          | Defensa        | Jared Clark         |     |
| 16         | Centrocampista | John Alick          | 76' |
| 11         | Centrocampista | Tasso Jeffrey       |     |
| 10         | Centrocampista | Bong Kalo           | 90' |
| 15         | Delantero      | Godine Tenene       |     |
| 9          | Delantero      | Alex Saniel         | 76' |
| 13         | Delantero      | Jonathan Spokeyjack | 67' |
| Entrenador | Entrenador     | Juliano Schmeling   |     |

| 16 | Delantero      | Bobby Leslie    | 45' |
| 6  | Centrocampista | Hudson Oreinima | 86' |
| 9  | Delantero      | John Orobulu    | 86' |

| 18 | Delantero      | Kensi Tangis   | 67' |
| 8  | Centrocampista | Claude Aru     | 76' |
| 14 | Centrocampista | John Wohale    | 76' |
| 20 | Centrocampista | Alick Worworbu | 90' |

| Anotado | 72' | Kensi Tangis | 0 - 1 |

| Amonestado | 45' | Marlon Tahioa |
| Amonestado | 81' | Atkin Kaua    |

| Amonestado | 33' | Jared Clark |

| Árbitro             | Veer Singh        |
| Árbitros asistentes | Avinesh Narayan   |
|                     | Malaetala Salanoa |
| Cuarto árbitro      | David Yareboinen  |

| 12         | Guardameta     | Dgen Leo            |     |
| 3          | Defensa        | Timothy Bouley      | 34' |
| 4          | Defensa        | Brian Kaltack       |     |
| 6          | Defensa        | Jason Thomas        |     |
| 5          | Defensa        | Jared Clark         |     |
| 7          | Defensa        | Michel Coulon       |     |
| 16         | Centrocampista | John Alick          |     |
| 10         | Centrocampista | Bong Kalo           | 86' |
| 15         | Centrocampista | Godine Tenene       |     |
| 9          | Delantero      | Alex Saniel         | 34' |
| 13         | Delantero      | Jonathan Spokeyjack | 86' |
| Entrenador | Entrenador     | Juliano Schmeling   |     |

| 1          | Guardameta     | Max Crocombe      |     |
| 2          | Defensa        | Tim Payne         |     |
| 4          | Defensa        | Tyler Bindon      | 73' |
| 5          | Defensa        | Finn Surman       | 73' |
| 13         | Defensa        | Liberato Cacace   |     |
| 14         | Centrocampista | Ben Old           | 83' |
| 8          | Centrocampista | Alex Rufer        |     |
| 6          | Centrocampista | Cameron Howieson  |     |
| 11         | Centrocampista | Elijah Just       |     |
| 21         | Delantero      | Max Mata          | 58' |
| 7          | Delantero      | Kosta Barbarouses | 83' |
| Entrenador | Entrenador     | Darren Bazeley    |     |

| 17 | Defensa        | Kerry Yawak  | 34' |
| 18 | Delantero      | Kensi Tangis | 34' |
| 14 | Centrocampista | John Wohale  | 86' |
| 21 | Centrocampista | Joe Moses    | 86' |

| 17 | Delantero      | Alex Greive       | 58' |
| 3  | Defensa        | Lukas Kelly-Heald | 73' |
| 15 | Defensa        | Tommy Smith       | 73' |
| 19 | Centrocampista | Jesse Randall     | 83' |
| 18 | Delantero      | Oskar van Hattum  | 83' |

| Anotado           | 10' | Max Mata      | 0 - 1 |
| Anotado · Autogol | 26' | Brian Kaltack | 0 - 2 |
| Anotado           | 63' | Elijah Just   | 0 - 3 |
| Anotado           | 78' | Ben Old       | 0 - 4 |

| Amonestado | 23' | Finn Surman  |
| Amonestado | 57' | Tyler Bindon |
| Amonestado | 90' | Alex Rufer   |

| Árbitro             | Veer Singh        |
| Árbitros asistentes | Malaetala Salanoa |
|                     | Avinesh Narayan   |
| Cuarto árbitro      | David Yareboinen  |

| 12         | Guardameta     | Dgen Leo            |     |
| 3          | Defensa        | Timothy Bouley      | 34' |
| 4          | Defensa        | Brian Kaltack       |     |
| 6          | Defensa        | Jason Thomas        |     |
| 5          | Defensa        | Jared Clark         |     |
| 7          | Defensa        | Michel Coulon       |     |
| 16         | Centrocampista | John Alick          |     |
| 10         | Centrocampista | Bong Kalo           | 86' |
| 15         | Centrocampista | Godine Tenene       |     |
| 9          | Delantero      | Alex Saniel         | 34' |
| 13         | Delantero      | Jonathan Spokeyjack | 86' |
| Entrenador | Entrenador     | Juliano Schmeling   |     |

| 1          | Guardameta     | Max Crocombe      |     |
| 2          | Defensa        | Tim Payne         |     |
| 4          | Defensa        | Tyler Bindon      | 73' |
| 5          | Defensa        | Finn Surman       | 73' |
| 13         | Defensa        | Liberato Cacace   |     |
| 14         | Centrocampista | Ben Old           | 83' |
| 8          | Centrocampista | Alex Rufer        |     |
| 6          | Centrocampista | Cameron Howieson  |     |
| 11         | Centrocampista | Elijah Just       |     |
| 21         | Delantero      | Max Mata          | 58' |
| 7          | Delantero      | Kosta Barbarouses | 83' |
| Entrenador | Entrenador     | Darren Bazeley    |     |

| 17 | Defensa        | Kerry Yawak  | 34' |
| 18 | Delantero      | Kensi Tangis | 34' |
| 14 | Centrocampista | John Wohale  | 86' |
| 21 | Centrocampista | Joe Moses    | 86' |

| 17 | Delantero      | Alex Greive       | 58' |
| 3  | Defensa        | Lukas Kelly-Heald | 73' |
| 15 | Defensa        | Tommy Smith       | 73' |
| 19 | Centrocampista | Jesse Randall     | 83' |
| 18 | Delantero      | Oskar van Hattum  | 83' |

| Anotado           | 10' | Max Mata      | 0 - 1 |
| Anotado · Autogol | 26' | Brian Kaltack | 0 - 2 |
| Anotado           | 63' | Elijah Just   | 0 - 3 |
| Anotado           | 78' | Ben Old       | 0 - 4 |

| Amonestado | 23' | Finn Surman  |
| Amonestado | 57' | Tyler Bindon |
| Amonestado | 90' | Alex Rufer   |

| Árbitro             | Veer Singh        |
| Árbitros asistentes | Malaetala Salanoa |
|                     | Avinesh Narayan   |
| Cuarto árbitro      | David Yareboinen  |

### Semifinales
| 22         | Guardameta     | Isikeli Sevanaia      |     |
| 17         | Defensa        | Filipe Baravilala     |     |
| 21         | Defensa        | Sterling Vasconcellos |     |
| 2          | Defensa        | Scott Wara            | 83' |
| 4          | Defensa        | Ivan Kumar            |     |
| 8          | Centrocampista | Setareki Hughes       | 71' |
| 12         | Centrocampista | Tevita Waranaivalu    |     |
| 5          | Centrocampista | Sitiveni Cavuilagi    | 62' |
| 10         | Centrocampista | Nabil Begg            |     |
| 6          | Delantero      | Thomas Dunn           |     |
| 9          | Delantero      | Roy Krishna           |     |
| Entrenador | Entrenador     | Robert Sherman        |     |

| 1          | Guardameta     | James Iamar         |       |
| 17         | Defensa        | Kerry Yawak         |       |
| 4          | Defensa        | Brian Kaltack       |       |
| 6          | Defensa        | Jason Thomas        |       |
| 5          | Defensa        | Jared Clark         |       |
| 16         | Centrocampista | John Alick          | 74'   |
| 11         | Centrocampista | Tasso Jeffrey       |       |
| 10         | Centrocampista | Bong Kalo           | 30'   |
| 14         | Centrocampista | John Wohale         |       |
| 15         | Delantero      | Godine Tenene       |       |
| 13         | Delantero      | Jonathan Spokeyjack | 90+4' |
| Entrenador | Entrenador     | Juliano Schmeling   |       |

| 7  | Defensa        | Mohammed Raheem     | 62' |
| 15 | Centrocampista | Etonia Dogalau      | 71' |
| 3  | Defensa        | Gabriele Matanisiga | 83' |

| 18 | Delantero      | Kensi Tangis   | 30' 90+4' |
| 20 | Centrocampista | Alick Worworbu | 74'       |
| 8  | Centrocampista | Claude Aru     | 90+4'     |
| 21 | Centrocampista | Joe Moses      | 90+4'     |

| Anotado | 46' | Sitiveni Cavuilagi | 1 - 1 |

| Anotado | 13' | Jonathan Spokeyjack | 0 - 1 |
| Anotado | 57' | Jason Thomas        | 1 - 2 |

| Amonestado | 74'    | Godine Tenene |
| Amonestado | 90+14' | Jason Thomas  |

| Árbitro             | Campbell-Kirk Kawana-Waugh |
| Árbitros asistentes | Isaac Trevis               |
|                     | Mark Rule                  |
| Cuarto árbitro      | Ben Aukwai                 |

| 22         | Guardameta     | Isikeli Sevanaia      |     |
| 17         | Defensa        | Filipe Baravilala     |     |
| 21         | Defensa        | Sterling Vasconcellos |     |
| 2          | Defensa        | Scott Wara            | 83' |
| 4          | Defensa        | Ivan Kumar            |     |
| 8          | Centrocampista | Setareki Hughes       | 71' |
| 12         | Centrocampista | Tevita Waranaivalu    |     |
| 5          | Centrocampista | Sitiveni Cavuilagi    | 62' |
| 10         | Centrocampista | Nabil Begg            |     |
| 6          | Delantero      | Thomas Dunn           |     |
| 9          | Delantero      | Roy Krishna           |     |
| Entrenador | Entrenador     | Robert Sherman        |     |

| 1          | Guardameta     | James Iamar         |       |
| 17         | Defensa        | Kerry Yawak         |       |
| 4          | Defensa        | Brian Kaltack       |       |
| 6          | Defensa        | Jason Thomas        |       |
| 5          | Defensa        | Jared Clark         |       |
| 16         | Centrocampista | John Alick          | 74'   |
| 11         | Centrocampista | Tasso Jeffrey       |       |
| 10         | Centrocampista | Bong Kalo           | 30'   |
| 14         | Centrocampista | John Wohale         |       |
| 15         | Delantero      | Godine Tenene       |       |
| 13         | Delantero      | Jonathan Spokeyjack | 90+4' |
| Entrenador | Entrenador     | Juliano Schmeling   |       |

| 7  | Defensa        | Mohammed Raheem     | 62' |
| 15 | Centrocampista | Etonia Dogalau      | 71' |
| 3  | Defensa        | Gabriele Matanisiga | 83' |

| 18 | Delantero      | Kensi Tangis   | 30' 90+4' |
| 20 | Centrocampista | Alick Worworbu | 74'       |
| 8  | Centrocampista | Claude Aru     | 90+4'     |
| 21 | Centrocampista | Joe Moses      | 90+4'     |

| Anotado | 46' | Sitiveni Cavuilagi | 1 - 1 |

| Anotado | 13' | Jonathan Spokeyjack | 0 - 1 |
| Anotado | 57' | Jason Thomas        | 1 - 2 |

| Amonestado | 74'    | Godine Tenene |
| Amonestado | 90+14' | Jason Thomas  |

| Árbitro             | Campbell-Kirk Kawana-Waugh |
| Árbitros asistentes | Isaac Trevis               |
|                     | Mark Rule                  |
| Cuarto árbitro      | Ben Aukwai                 |

### Final
| 1          | Guardameta     | Max Crocombe      |     |
| 16         | Defensa        | Sam Sutton        | 73' |
| 4          | Defensa        | Tyler Bindon      | 88' |
| 5          | Defensa        | Finn Surman       |     |
| 13         | Defensa        | Liberato Cacace   |     |
| 14         | Centrocampista | Ben Old           | 88' |
| 8          | Centrocampista | Alex Rufer        |     |
| 6          | Centrocampista | Cameron Howieson  |     |
| 11         | Centrocampista | Elijah Just       | 81' |
| 9          | Delantero      | Ben Waine         | 73' |
| 7          | Delantero      | Kosta Barbarouses |     |
| Entrenador | Entrenador     | Darren Bazeley    |     |

| 1          | Guardameta     | James Iamar         |     |
| 3          | Defensa        | Timothy Bouley      |     |
| 4          | Defensa        | Brian Kaltack       |     |
| 6          | Defensa        | Jason Thomas        |     |
| 5          | Defensa        | Jared Clark         | 80' |
| 16         | Centrocampista | John Alick          | 80' |
| 11         | Centrocampista | Tasso Jeffrey       | 65' |
| 14         | Centrocampista | John Wohale         | 80' |
| 9          | Delantero      | Alex Saniel         | 65' |
| 15         | Delantero      | Godine Tenene       |     |
| 13         | Delantero      | Jonathan Spokeyjack |     |
| Entrenador | Entrenador     | Juliano Schmeling   |     |

| 15 | Defensa        | Tommy Smith       | 73' |
| 19 | Centrocampista | Jesse Randall     | 73' |
| 17 | Delantero      | Alex Greive       | 81' |
| 3  | Defensa        | Lukas Kelly-Heald | 88' |
| 21 | Delantero      | Max Mata          | 88' |

| 17 | Defensa        | Kerry Yawak    | 65' |
| 18 | Delantero      | Kensi Tangis   | 65' |
| 8  | Centrocampista | Claude Aru     | 80' |
| 20 | Centrocampista | Alick Worworbu | 80' |
| 21 | Centrocampista | Joe Moses      | 80' |

| Anotado | 2'  | Cameron Howieson | 1 - 0 |
| Anotado | 83' | Jesse Randall    | 2 - 0 |
| Anotado | 90' | Max Mata         | 3 - 0 |

| Amonestado | 78' | Tyler Bindon |

| Amonestado | 8'  | Timothy Bouley |
| Amonestado | 37' | John Wohale    |
| Amonestado | 63' | Jared Clark    |

| Otorgado · Expulsado | 75' | Timothy Bouley |

| Árbitro             | Ben Aukwai        |
| Árbitros asistentes | Folio Moeaki      |
|                     | Malaetala Salanoa |
| Cuarto árbitro      | Veer Singh        |

| 1          | Guardameta     | Max Crocombe      |     |
| 16         | Defensa        | Sam Sutton        | 73' |
| 4          | Defensa        | Tyler Bindon      | 88' |
| 5          | Defensa        | Finn Surman       |     |
| 13         | Defensa        | Liberato Cacace   |     |
| 14         | Centrocampista | Ben Old           | 88' |
| 8          | Centrocampista | Alex Rufer        |     |
| 6          | Centrocampista | Cameron Howieson  |     |
| 11         | Centrocampista | Elijah Just       | 81' |
| 9          | Delantero      | Ben Waine         | 73' |
| 7          | Delantero      | Kosta Barbarouses |     |
| Entrenador | Entrenador     | Darren Bazeley    |     |

| 1          | Guardameta     | James Iamar         |     |
| 3          | Defensa        | Timothy Bouley      |     |
| 4          | Defensa        | Brian Kaltack       |     |
| 6          | Defensa        | Jason Thomas        |     |
| 5          | Defensa        | Jared Clark         | 80' |
| 16         | Centrocampista | John Alick          | 80' |
| 11         | Centrocampista | Tasso Jeffrey       | 65' |
| 14         | Centrocampista | John Wohale         | 80' |
| 9          | Delantero      | Alex Saniel         | 65' |
| 15         | Delantero      | Godine Tenene       |     |
| 13         | Delantero      | Jonathan Spokeyjack |     |
| Entrenador | Entrenador     | Juliano Schmeling   |     |

| 15 | Defensa        | Tommy Smith       | 73' |
| 19 | Centrocampista | Jesse Randall     | 73' |
| 17 | Delantero      | Alex Greive       | 81' |
| 3  | Defensa        | Lukas Kelly-Heald | 88' |
| 21 | Delantero      | Max Mata          | 88' |

| 17 | Defensa        | Kerry Yawak    | 65' |
| 18 | Delantero      | Kensi Tangis   | 65' |
| 8  | Centrocampista | Claude Aru     | 80' |
| 20 | Centrocampista | Alick Worworbu | 80' |
| 21 | Centrocampista | Joe Moses      | 80' |

| Anotado | 2'  | Cameron Howieson | 1 - 0 |
| Anotado | 83' | Jesse Randall    | 2 - 0 |
| Anotado | 90' | Max Mata         | 3 - 0 |

| Amonestado | 78' | Tyler Bindon |

| Amonestado | 8'  | Timothy Bouley |
| Amonestado | 37' | John Wohale    |
| Amonestado | 63' | Jared Clark    |

| Otorgado · Expulsado | 75' | Timothy Bouley |

| Árbitro             | Ben Aukwai        |
| Árbitros asistentes | Folio Moeaki      |
|                     | Malaetala Salanoa |
| Cuarto árbitro      | Veer Singh        |